# Bájilas
Banu Bájila ou Bájila (em árabe: بجيلة‎; romaniz.: Bajīla) foi uma tribo árabe que habitou as montanhas ao sul de Meca na era pré-islâmica e mais tarde se espalhou para diferentes partes da Arábia e depois para o Iraque sob os muçulmanos. A tribo, sob um de seus chefes Jarir ibne Abedalá Albajali, desempenhou um papel importante no exército muçulmano que conquistou o Iraque em meados do século VII.

## Genealogia
Na tradição genealógica árabe, as origens dos bájilas não são certas, um ponto de zombaria que seria usado pelos rivais da tribo. O progenitor homônimo da tribo era considerado uma mulher. De acordo com vários genealogistas tradicionais, eles, junto com a tribo dos catamitas, eram subdivisões dos maiores anemaritas, que foram identificados como iemenitas (sul da Arábia) ou adenanitas (norte da Arábia). O nisba de um membro dos bájilas era "Albajali".

## História
Os bájilas, junto da tribo irmã dos catamitas e as tribos dos tamimitas, bacritas e Abedal Cais, lançaram ataques contra a Baixa Mesopotâmia controlada pelo Império Sassânida durante o reinado do xá Sapor II (r. 309–379), mas sofreu pesadas perdas quando o último retaliou. Durante os primeiros anos do profeta islâmico Maomé, habitavam as montanhas ao sul de Meca, mas devido a rixas de sangue com tribos vizinhas e lutas internas entre seus clãs, a saber, Amas, Cácer, Zaíde ibne Algaute e Uraina, a tribo ficou estilhaçada e dispersa. Muitos de seus clãs ficaram ligados a tribos maiores, como os amiritas entre Taife e Jabal Tuaique, ou os jádilas dos caicitas que habitavam a área ao sul de Taife. Um dos clãs que permaneceu no Sarate foi o de Cácer.
Nos últimos anos de Maomé, um chefe Cáceri, Jarir ibne Abedalá Albajali, liderou uma delegação de 150 de seus membros de tribo e se converteu ao Islã na presença do profeta. Foram posteriormente enviados para demolir o santuário de Dul Calaça, que as tribos politeístas bájilas e catamitas haviam adorado até então. Muitos clãs, nomeadamente aqueles que habitam o sul da Arábia, reconverteram-se ao politeísmo após a morte de Maomé em 632, mas voltaram à autoridade muçulmana após as campanhas punitivas de Jarir, que permaneceu leal aos muçulmanos. Jarir tornou-se um comandante muçulmano eficaz sob os califas Abacar (r. 632–634) e Omar (r. 634–644). Durante o governo deste último, os bájilas sob o comando de Jarir foram um poderoso componente do exército muçulmano que conquistou o Iraque (Baixa Mesopotâmia), respondendo de 700 a mais de 1 500 guerreiros, e receberam um quarto das terras de sua rica região agrícola de Sauade. Muitos dos clãs bájilas que se uniram a outras tribos foram dirigidos por Omar para ficarem sob o comando de Jarir. De acordo com o historiador Julius Wellhausen, a ascensão do Islã rejuvenesceu os bájilas em um certo grau após um período de declínio severo.